# Niki and the Dove
Niki & the Dove ist ein schwedisches Elektropopduo aus Stockholm.

## Bandgeschichte
Die Musikerin Malin Dahlström war in einer Danceband und hatte ein Soloprojekt mit dem Namen Disdishdance, bevor sie im Februar 2010 auf Gustaf Karlöf traf und sich mit ihm zu Niki and the Dove zusammenschloss. Bereits wenige Monate später veröffentlichten sie ihre Debütsingle DJ, Ease My Mind beim britischen Label Moshi Moshi, die bei Kritikern gut ankam. Es folgte ein Labelwechsel zu Sub Pop Records und eine erste EP-Veröffentlichung (The Fox), die ihre Bekanntheit weiter steigerte. In der Newcomer-Prognose Sound of … der BBC für das Jahr 2012 erreichten sie Platz fünf.
Im Frühjahr 2012 veröffentlichten Niki and the Dove ihr Debütalbum Instinct in Europa und den USA. In Großbritannien und ihrer Heimat Schweden konnte es sich in den offiziellen Charts platzieren, in den USA wurde es in den Heatseeker-Charts gelistet.
2013 wurden sie mit dem European Border Breakers Award (EBBA) ausgezeichnet.

## Diskografie
Alben
- Instinct (2012)
- Everybody’s Heart Is Broken Now (2016)

EPs
- The Fox (2011)
- The Drummer (2011)

Lieder
- DJ, Ease My Mind (2010)
- Mother Protect (2010)
- Tomorrow (2012)
- Somebody (2012)
- Love to the Test (2012)
- Coconut Kiss (2016)
- Sushi King (2017)
- Sister Brother Mother Father (2019)
- Galvanize (2021)